# Acronicta parisiensis
Acronicta parisiensis är en fjärilsart som beskrevs av Culot. Acronicta parisiensis ingår i släktet Acronicta och familjen nattflyn. Inga underarter finns listade i Catalogue of Life.